# Municipio de San Mateo Tlapiltepec
El municipio de San Mateo Tlapiltepec (del náhuatl: tlalbilli, tepetl, c ‘nudo o atadura, cerro, en’‘En el cerro del nudo’) (en chocho Xadë  Ñate "Cerro anudado") es uno de los 570 municipios que conforman al estado mexicano de Oaxaca. Pertenece al distrito de Coixtlahuaca, dentro de la región mixteca. Su cabecera es la localidad homónima.

## Geografía
El municipio abarca 24.38 km² y se encuentra a una altitud promedio de 2200 m s. n. m., oscilando entre 2700 y 2000 m s. n. m.
Colinda al norte con los municipios de Tlacotepec Plumas y Santiago Ihuitlán Plumas; al este con Santiago Tepetlapa; al sur con Santiago Tepetlapa y San Miguel Tulancingo; y al oeste con San Miguel Tulancingo y Santa Magdalena Jicotlán.

### Fisiografía
San Mateo Tlapiltepec pertenece a la provincia de la Sierra Madre del Sur. El 98% de su territorio es cubierto por el sistema de topoformas de la sierra baja compleja con cañadas, dentro de la subprovincia de la mixteca alta; el 2% restante lo abarca el sistema de topoformas de la sierra baja, dentro de la subprovincia de las sierras centrales de Oaxaca. El tipo de relieve que predomina es el de montaña.

### Hidrografía
El municipio se encuentra dentro de la subcuenca del río Salado, parte de la cuenca del río Papaloapan, integrante de la región hidrológica del Papaloapan. Los principales cursos de agua de la demarcación son los ríos Xuxaga, Xoduxe, Ndaxancho, Yerxa y Verde.

## Clima
El clima del municipio es templado subhúmedo con lluvias en verano. El rango de temperatura promedio es de 14 a 16 grados, el mínimo promedio es de 5 a 6 grados y el máximo de 26 a 28 grados. El rango de precipitación media anual es de 600 a 800 mm y los meses de lluvias son de octubre a mayo.

## Demografía
De acuerdo al último censo, realizado por el INEGI en 2010, en el municipio habitan 234 personas, repartidas entre 2 localidades. Del total de habitantes de San Mateo Tlapiltepec, 2 personas hablan alguna lengua indígena.

## Política

### Regionalización
San Mateo Tlapiltepec pertenece al III Distrito Electoral Federal de Oaxaca, con sede en Huajuapan de León, y al V Distrito Electoral Local, con sede en Asunción Nochixtlán.